# Eric Djemba-Djemba
Eric Daniel Djemba-Djemba (Douala, 4 de maig de 1981) és un futbolista professional camerunès.
Juga de migcampista i el seu equip actual és l'Odense de la lliga danesa.